# Percival Napier White
Percival Napier White, britanski general, * 1901, † 1982.